# ロンドン・オーバーグラウンド

ロンドン・オーバーグラウンド ロゴ

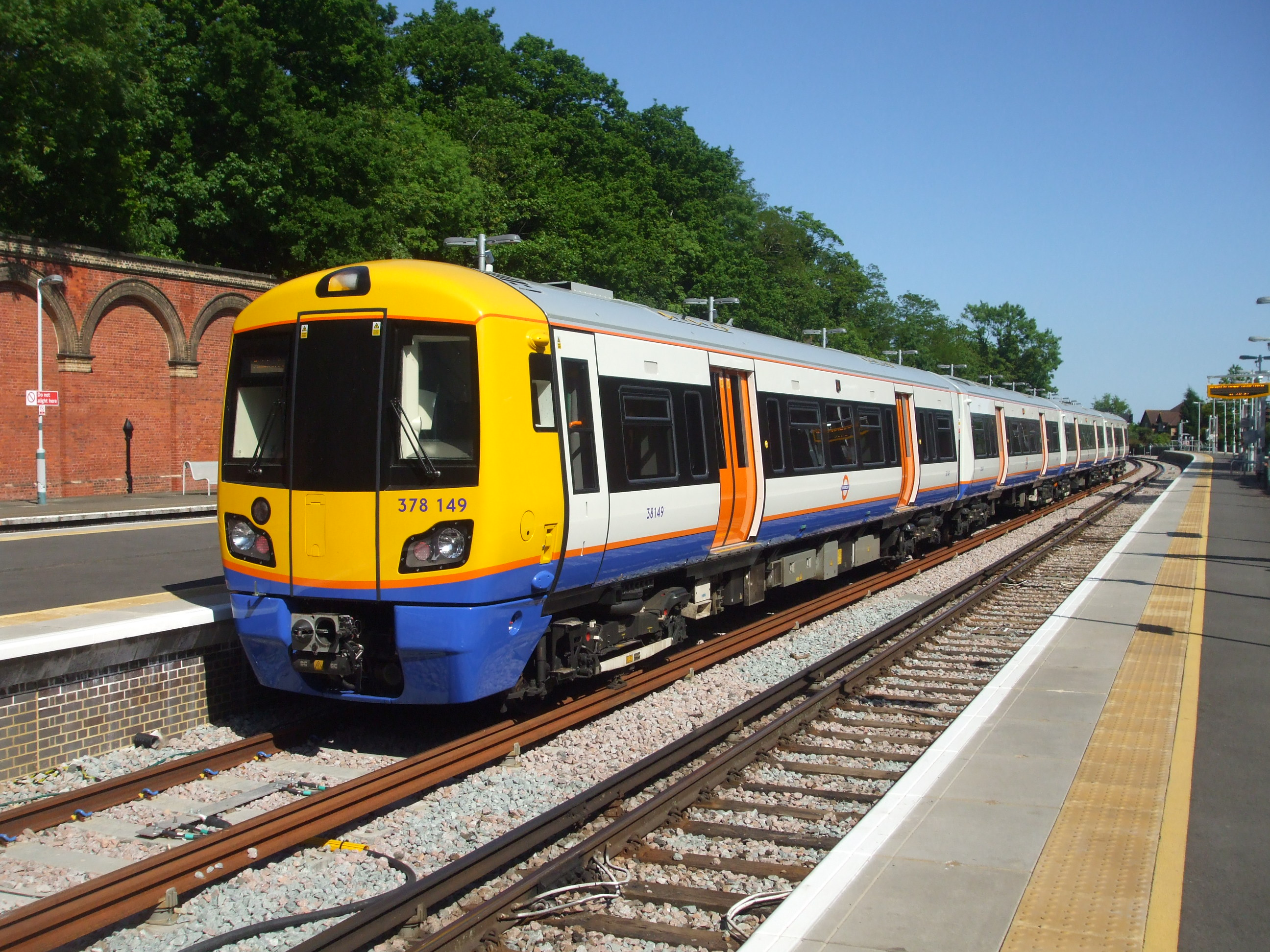
378形電車「キャピタルスター」

ロンドン・オーバーグラウンド（London Overground；LO）は、大ロンドン市内および近郊区間を走る鉄道のブランド名。2007年に開業し、2013年現在6路線からなる。ロンドン地下鉄（アンダーグラウンド）に対し、主に地上を走ることから命名されている。
ロンドン交通局の管理の下、ロンドン・オーバーグラウンド・レール・オペレーションズ（London Overground Rail Operations Ltd.；LOROL、香港鉄路有限公司とアリーヴァの合弁）に運営が委託され、施設管理はネットワークレールが他のナショナルレール各路線とともに行う。2016年11月13日からは、アリーヴァ・レール・ロンドンに運行が移管されている。
2004年、運輸省による鉄道事業改革案の一環として、旧シルバーリンクのうちシルバーリンク・メトロ（ロンドン近郊区間）のロンドン交通局への移管が計画され、2007年に実施されて、この部分がロンドン・オーバーグラウンドとして誕生した。一部路線は地下鉄と共用。その後、延伸工事とともに旧地下鉄のイーストロンドン線（2010年再開業）がロンドン・オーバーグラウンドに移管され、2012年12月にはロンドンを囲む環状部分（直通運転はしない）が完成した。
ゾーン制料金の切符、トラベルカードとオイスターカードは地下鉄等と共通に利用できる。

## 路線網

### 路線

路線図(2024年)

| 色                 | 色 名 | 運営路線名                        | 鉄道路線名                            | 起点                                                 | 終点                                                                               | 備考                                                                      |
| ------------------ | ----- | --------------------------------- | ------------------------------------- | ---------------------------------------------------- | ---------------------------------------------------------------------------------- | ------------------------------------------------------------------------- |
|                    | 青 色 | マイルドメイ線 Mildmay line       | ノースロンドン線                      | リッチモンド                                         | ストラトフォード                                                                   |                                                                           |
| ウェストロンドン線 | 青 色 | マイルドメイ線 Mildmay line       | クラパムジャンクション                | ウィルズデン・ジャンクション                         | ウィルズデン・ジャンクション駅よりストラトフォード駅までノースロンドン線と直通運転 |                                                                           |
|                    | 黄 色 | ライオネス線 Lioness line         | ワトフォード直流線                    | ユーストン                                           | ワトフォード・ジャンクション                                                       |                                                                           |
|                    | 緑 色 | サフラジェット線 Suffragette line | ゴスペル・オーク - バーキング線       | ゴスペル・オーク                                     | バーキング・リバーサイド                                                           |                                                                           |
|                    | 赤 色 | ウィンドラッシュ線 Windrush line  | イーストロンドン線、 サウスロンドン線 | ハイベリー&イズリントン、 ダルストン・ジャンクション | ニュー・クロス、 クラパムジャンクション、 クリスタル・パレス、 ウェストクロイドン  | 土日曜日ハイベリー&イズリントン駅とニュー・クロス・ゲート駅の間で終夜運転 |
|                    | 栗 色 | ウィーヴァ線 Weaver line          | リーバレー線                          | リバプール・ストリート                               | エンフィールド・タウン、 チェザント、 チンフォード                                 |                                                                           |
|                    | 灰 色 | リバティー線 Liberty line         | ロムフォード - アップミンスター線     | ロムフォード                                         | アップミンスター                                                                   | 終電は22時。日曜日の終電は20時。                                          |

### 運転系統
ロンドン交通局では以下の6路線に分類している。
- ワットフォード・ジャンクション - ユーストン[1]
- リッチモンド、クラパムジャンクション - ストラトフォード[2]
  - リッチモンド - ストラトフォード
  - クラパムジャンクション - ストラトフォード
  - クラパムジャンクション - ウィルズデン・ジャンクション
- ゴスペル・オーク - バーキング[3]
- ハイベリー&イズリントン - クラパムジャンクション、ウェスト・クロイドン[4]
  - ハイベリー&イズリントン - クラパムジャンクション（日中毎時4本）
  - ハイベリー&イズリントン - クリスタル・パレス（日中毎時4本）
  - ダルストン・ジャンクション - ニュー・クロス（日中毎時4本）
  - ダルストン・ジャンクション - ウェスト・クロイドン（日中毎時4本）

リッチモンド駅からの路線とクラパムジャンクション駅からの路線は、ワットフォードDC線との乗換駅であるウィルスデン・ジャンクションで合流し、バーキング方面の乗換駅であるゴスペル・オーク駅、イーストロンドン線への乗換駅であるハイベリー&イズリントン駅を通り、終点のストラトフォード駅へ至る。

## 駅一覧

### マイルドメイ線

#### ノースロンドン線
リッチモンド駅からガナズベリー駅まではディストリクト線リッチモンド支線も同じ線路を走行する。
| 駅                                    | 接続路線 | ゾーン          |
| ------------------------------------- | --- | --------------- |
| リッチモンド駅                        | ウォータールー-リーディング線 | ゾーン4         |
| キュー・ガーデンズ駅                  | | ゾーン3 ゾーン4 |
| ガナズベリー駅                        | ディストリクト線リッチモンド支線 | ゾーン3         |
| サウス・アクトン駅                    | | ゾーン3         |
| アクトン・セントラル駅                | | ゾーン3         |
| ウィルズデン・ジャンクション駅        | ベーカールー線 ウェストロンドン線、ワトフォードDC線                                                                                  | ゾーン2 ゾーン3 |
| ケンサル・ライズ駅                    | | ゾーン2         |
| ブロンズベリー・パーク駅              | | ゾーン2         |
| ブロンズベリー駅                      | | ゾーン2         |
| ウェスト・ハムステッド駅              | ジュビリー線 テムズリンク、ミッドランド本線                                                                                          | ゾーン2         |
| フィンチリー・ロード&フログナル駅     | | ゾーン2         |
| ハムステッド・ヒース駅                | | ゾーン2         |
| ゴスペル・オーク駅                    | ゴスペル・オーク - バーキング線(下記)                                                                                                | ゾーン2         |
| ケンティッシュ・タウン・ウェスト駅    | | ゾーン2         |
| カムデン・ロード駅                    | | ゾーン2         |
| カレドニアン・ロード&バーンズベリー駅 | | ゾーン2         |
| ハイベリー&イズリントン駅             | ヴィクトリア線 イーストロンドン線 ノーザン・シティ線                                                                                 | ゾーン2         |
| キャノンベリー駅                      | イーストロンドン線 | ゾーン2         |
| ダルストン・キングスランド駅          | | ゾーン2         |
| ハックニー・セントラル駅              | | ゾーン2         |
| ホマートン駅                          | | ゾーン2         |
| ハックニー・ウィック駅                | | ゾーン2         |
| ストラトフォード駅                    | セントラル線、ジュビリー線 ドックランズ・ライト・レイルウェイ TfLレール グレート・イースタン本線、リー・バレー線テンプル・ミルズ支線 | ゾーン3         |

#### ウェストロンドン線
| 駅                                             | 接続路線                                                | ゾーン          |
| ---------------------------------------------- | ------------------------------------------------------- | --------------- |
| クラパムジャンクション駅                       | ナショナル・レール                                      | ゾーン2         |
| インペリアル・ワーフ駅                         |                                                         | ゾーン2         |
| ウェスト・ブロンプトン駅                       | ディストリクト線ウィンブルドン支線 ナショナル・レール   | ゾーン2         |
| ケンジントン・オリンピア駅                     | ディストリクト線ケンジントン(オリンピア)支線            | ゾーン2         |
| シェパーズ・ブッシュ駅                         | セントラル線（シェパーズ・ブッシュ駅 (ロンドン地下鉄)） | ゾーン2         |
| ウィルズデン・ジャンクション駅                 | ベーカールー線 ノースロンドン線、ワットフォードDC線     | ゾーン2 ゾーン3 |
| ノースロンドン線ストラトフォード駅まで乗り入れ |                                                         |                 |

### ライオネス線（ワトフォード直流線）
クイーンズ・パーク駅からハーロウ&ウィールドストーン駅まではベーカールー線も同じ線路を走行する。
| 駅                                 | 接続路線                                        | ゾーン          |
| ---------------------------------- | ----------------------------------------------- | --------------- |
| ユーストン駅                       | ノーザン線、ヴィクトリア線 ナショナルレール     | ゾーン1 Euston  |
| サウス・ハムステッド駅             |                                                 | ゾーン2         |
| キルバーン・ハイ・ロード駅         |                                                 | ゾーン2         |
| クイーンズ・パーク駅               | ベーカールー線                                  | ゾーン2         |
| ケンサル・グリーン駅               |                                                 | ゾーン2         |
| ウィルズデン・ジャンクション駅     | ノースロンドン線、ウェストロンドン線            | ゾーン2 ゾーン3 |
| ハールズデン駅                     |                                                 | ゾーン3         |
| ストーンブリッジ・パーク駅         |                                                 | ゾーン3         |
| ウェンブリー・セントラル駅         | ナショナル・レール                              | ゾーン4         |
| ノース・ウェンブリー駅             |                                                 | ゾーン4         |
| サウス・ケントン駅                 |                                                 | ゾーン4         |
| ケントン駅                         | メトロポリタン線ノースウィック・パーク駅徒歩5分 | ゾーン4         |
| ハーロウ&ウィールドストーン駅      |                                                 | ゾーン5         |
| ヘッドストーン・レーン駅           |                                                 | ゾーン5         |
| ハッチ・エンド駅                   |                                                 | ゾーン6         |
| カーペンダーズ・パーク駅           |                                                 | ゾーン7         |
| ブッシー駅                         | ナショナル・レール                              | ゾーン8         |
| ワットフォード・ハイ・ストリート駅 |                                                 | ゾーン8         |
| ワットフォード・ジャンクション駅   | ナショナル・レール                              | Watford         |

### サフラジェット線（ゴスペル・オーク - バーキング線）
2019年に電化が完了するまで、オーバーグラウンド唯一の非電化路線だった。
2022年にバーキング～バーキング・リバーサイド間が延伸開業。
| 駅                                     | 接続路線                                                     | ゾーン          |
| -------------------------------------- | ------------------------------------------------------------ | --------------- |
| ゴスペル・オーク駅                     | ノースロンドン線                                             | ゾーン2         |
| アッパー・ホロウェイ駅                 |                                                              | ゾーン2         |
| クラウチ・ヒル駅                       |                                                              | ゾーン3         |
| ハーリンゲイ・グリーン・レーンズ駅     |                                                              | ゾーン3         |
| サウス・トッテナム駅                   |                                                              | ゾーン3         |
| ブラックホース・ロード駅               | ヴィクトリア線                                               | ゾーン3         |
| ウォルサムストウ・クイーンズ・ロード駅 |                                                              | ゾーン3         |
| レイトン・ミッドランド・ロード駅       |                                                              | ゾーン3         |
| レイトンストーン・ハイ・ロード駅       |                                                              | ゾーン3         |
| ワンステッド・パーク駅                 |                                                              | ゾーン3         |
| ウッドグランジ・パーク駅               |                                                              | ゾーン3 ゾーン4 |
| バーキング駅                           | ディストリクト線、ハマースミス&シティー線 ナショナル・レール | ゾーン4         |
| カースル・グリーン駅(予定駅)           |                                                              | ゾーン4         |
| バーキング・リバーサイド駅             | (2022年延伸開業)                                             | ゾーン4         |

### ウィンドラッシュ線（イーストロンドン線とサウスロンドン線）
クイーンズ・ロード・ペッカム駅からペッカム・ライ駅まではサザン（ゴヴィア・テムズリンク・レールウェイ）と、ペッカム・ライ駅からデンマーク・ヒル駅まではサウスイースタンと、ニュー・クロス・ゲート駅からクリスタル・パレス駅、ウェスト・クロイドン駅まではサザン（ゴヴィア・テムズリンク・レールウェイ）も同じ線路を走行する。
| 駅                                 | 接続路線                                                                               | 運行系統 | 運行系統 | 運行系統 | 運行系統 | ゾーン          |
| ---------------------------------- | -------------------------------------------------------------------------------------- | -------- | -------- | -------- | -------- | --------------- |
| ハイベリー&イズリントン駅          | ヴィクトリア線 ノースロンドン線 ナショナル・レール：グレート・ノーザン（GTR）          | ●        | ●        | -        | -        | ゾーン2         |
| キャノンベリー駅                   | ノースロンドン線                                                                       | ●        | ●        | -        | -        | ゾーン2         |
| ダルストン・ジャンクション駅       |                                                                                        | ●        | ●        | ●        | ●        | ゾーン2         |
| ハジャーストン駅                   |                                                                                        | ●        | ●        | ●        | ●        | ゾーン2         |
| ホクストン駅                       |                                                                                        | ●        | ●        | ●        | ●        | ゾーン1 ゾーン2 |
| ショーディッチ・ハイ・ストリート駅 |                                                                                        | ●        | ●        | ●        | ●        | ゾーン1         |
| ホワイトチャペル駅                 | ディストリクト線、ハマースミス&シティー線                                              | ●        | ●        | ●        | ●        | ゾーン2         |
| シャドウェル駅                     | ドックランズ・ライト・レイルウェイ                                                     | ●        | ●        | ●        | ●        | ゾーン2         |
| ワッピング駅                       |                                                                                        | ●        | ●        | ●        | ●        | ゾーン2         |
| ロザーハイス駅                     |                                                                                        | ●        | ●        | ●        | ●        | ゾーン2         |
| カナダ・ウォーター駅               | ジュビリー線                                                                           | ●        | ●        | ●        | ●        | ゾーン2         |
| サリー・キーズ駅                   |                                                                                        | ●        | ●        | ●        | ●        | ゾーン2         |
| ニュー・クロス駅                   | ナショナル・レール：サウスイースタン                                                   | -        | -        | ●        | -        | ゾーン2         |
| クイーンズ・ロード・ペッカム駅     | ナショナル・レール：サザン（GTR）                                                      | ●        | -        | -        | -        | ゾーン2         |
| ペッカム・ライ駅                   | ナショナル・レール：テムズリンク（GTR）、サウスイースタン、サザン（GTR）               | ●        | -        | -        | -        | ゾーン2         |
| デンマーク・ヒル駅                 | ナショナル・レール：テムズリンク（GTR）、サウスイースタン                              | ●        | -        | -        | -        | ゾーン2         |
| クラパム・ハイ・ストリート駅       | ノーザン線（クラパム・ノース駅）                                                       | ●        | -        | -        | -        | ゾーン2         |
| ワンズワース・ロード駅             | ナショナル・レール：サウスイースタン（ヴィクトリア駅方面）                             | ●        | -        | -        | -        | ゾーン2         |
| クラパムジャンクション駅           | ウェストロンドン線 ナショナル・レール：サウス・ウェスタン・レールウェイ、サザン（GTR） | ●        | -        | -        | -        | ゾーン2         |
| ニュー・クロス・ゲート駅           | ナショナル・レール：サザン（GTR）（ロンドン・ブリッジ駅方面）                          | -        | ●        | -        | ●        | ゾーン2         |
| ブロックリー駅                     |                                                                                        | -        | ●        | -        | ●        | ゾーン2         |
| オナー・オーク・パーク駅           |                                                                                        | -        | ●        | -        | ●        | ゾーン3         |
| フォレスト・ヒル駅                 |                                                                                        | -        | ●        | -        | ●        | ゾーン3         |
| シデナム駅                         | ナショナル・レール：サザン（GTR）                                                      | -        | ●        | -        | ●        | ゾーン3         |
| クリスタル・パレス駅               | ナショナル・レール：サザン（GTR）                                                      | -        | ●        | -        | -        | ゾーン3 ゾーン4 |
| ペンジ・ウェスト駅                 |                                                                                        | -        | -        | -        | ●        | ゾーン4         |
| アナリー駅                         |                                                                                        | -        | -        | -        | ●        | ゾーン4         |
| ノーウッド・ジャンクション駅       | ナショナル・レール：サザン（GTR）                                                      | -        | -        | -        | ●        | ゾーン4         |
| ウェスト・クロイドン駅             | トラムリンクルート1、ルート2、ルート3、ルート4 ナショナル・レール                      | -        | -        | -        | ●        | ゾーン4         |

●:停車

## 使用車両

### 現有車両

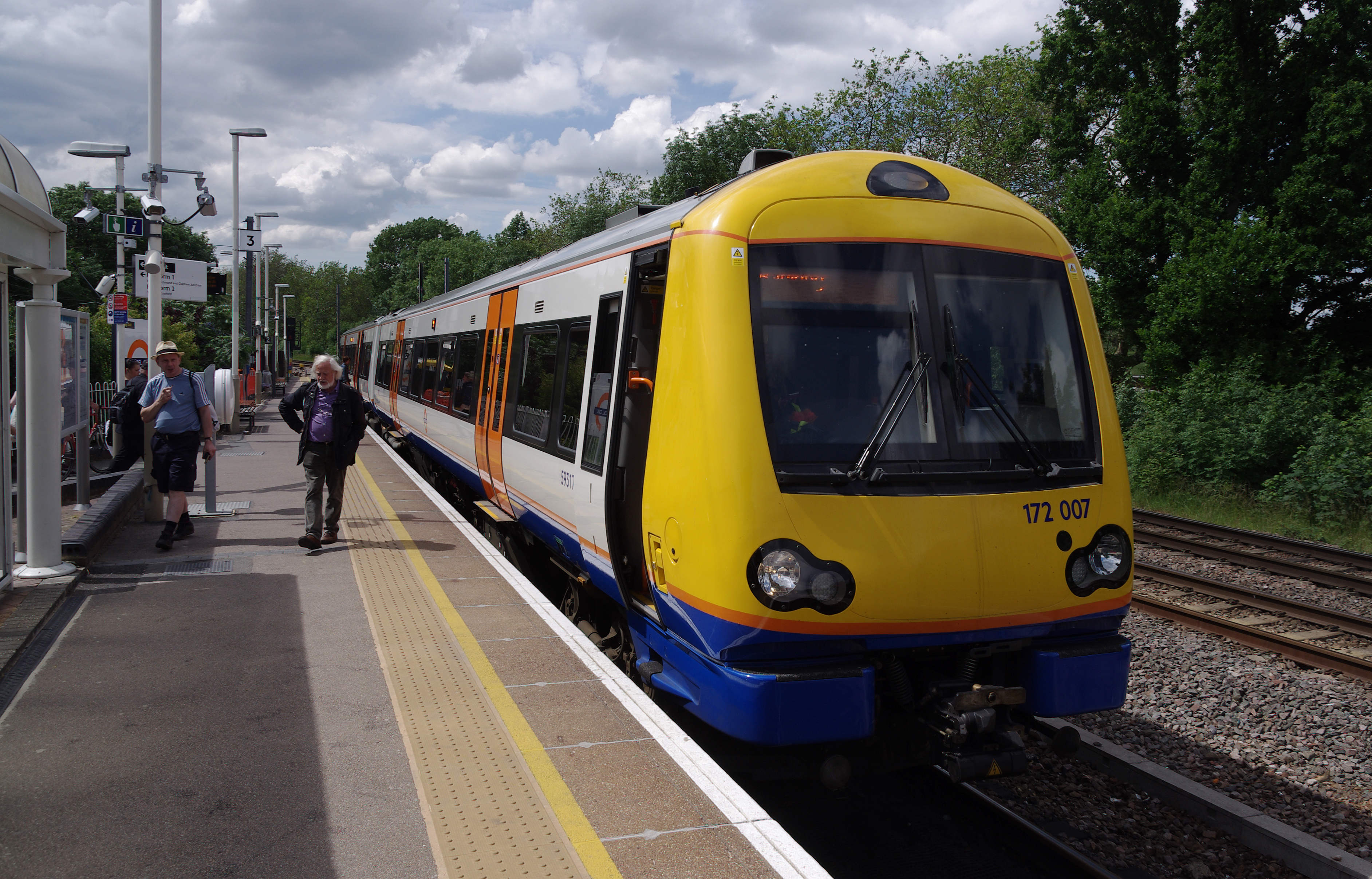
ゴスペル・オーク駅に停車中のターボスター172形

- 710形電車（英語版） - 2019年にゴスペル・オーク - バーキング線へ投入されたのを始め、2020年以降はリーバレー線、ロムフォード - アップミンスター線及びワトフォード直流線でも運用されている。ノースロンドン線、ウェストロンドン線にも投入の計画がある。4両編成を基本とするが、2020年からは5両編成も製造されている。
- 378形電車（英語版）「キャピタルスター」 - ノースロンドン線、ウェストロンドン線、イーストロンドン線、サウスロンドン線、ワトフォード直流線で使用。2009年の登場時は3両編成だったが、輸送力増強のため中間車両が増備され、現在は5両編成。ゴスペル・オーク - バーキング線では車両不足により2019年に暫定4両編成で運用されていた。

### 過去の車両
- 150形気動車 - ゴスペル・オーク - バーキング線で使用。2010年に172形へ置き換え、他社へ転出。
- 313形電車 - ノースロンドン線・ウェストロンドン線、ワトフォード直流線で使用。2010年に378形へ置き換え、他社へ転出。

- 315形電車、317形電車 - リーバレー線、ロムフォード - アップミンスター線で使用されたが、2020年に710形へ置き換えられ廃車。
- 508形電車（英語版） - ワトフォード直流線で使用。2010年に378形へ置き換え。
- 172形気動車（英語版）「ターボスター」 - ゴスペル・オーク - バーキング線で使用。同線の電化完成に伴い、2019年3月をもって他社に転出。